# Risserkogel
Le Risserkogel est un sommet des Alpes, à 1 826 m d'altitude, dans les Préalpes bavaroises, et précisément dans le chaînon de Mangfall, en Allemagne (Bavière).